# Siepmann Gruppe
Die Siepmann Werke GmbH & Co. KG ist die Konzernobergesellschaft der Siepmann Gruppe, einem deutschen Unternehmen der metallverarbeitenden Industrie mit Stammsitz in Warstein-Belecke.

## Geschichte

### Gründung durch Bergenthal und Gabriel (1834)
Das Unternehmen hatte in einem von Wilhelm Bergenthal gegründeten Betrieb einen Vorläufer. Bergenthal hatte Produktionsprinzipien aus dem märkischen Sauerland zur Herstellung von Schaufeln aus Stahlblech in den Warsteiner Raum übertragen. Bergenthal begann 1834 zusammen mit seinem Schwager Ferdinand Gabriel mit dem Aufbau der Eisenwerke in Warstein. Als einer der ersten in Westfalen baute er seit 1836 ein Puddelwerk auf. Ihm wurden unter anderem ein Walzwerk und ein Stahlraffinierhammer angegliedert. Das Puddlingwerk der Gewerke Ferdinand Gabriel und Wilhelm Bergenthal erzeugte 1855 Eisengusswaren, Stabeisen, Achsen und anderes im Wert von 353.303 Talern bei 309 Arbeitern. Das Unternehmen ging später in der Hoesch AG und der Siepmann Gruppe auf.

### Übernahme durch Louis Peters (1891)
Nach seinem Konkurs übernahm 1891 Louis Peters als Peters & Cie den Betrieb in Warstein. Die Geschäftsführung war allerdings seit Beginn in der Hand der Brüder Hugo Siepmann (1868–1950) und Emil Siepmann (1863–1950), die zwischen 1895 und 1911 die Mehrheit des Betriebs von ihrem Schwager übernahmen. Der Betrieb wurde in eine Gesenkschmiede umgewandelt. Neben dem Werk in Warstein wurde ein weiteres in Belecke mit einem Bahnanschluss errichtet. Die Zahl der Beschäftigten hatte 1890 bei 90 Personen gelegen.

### Siepmann im Ersten Weltkrieg (1914–1918)
Während des Ersten Weltkrieges profitierte das Unternehmen von Rüstungsaufträgen. Nicht nur wegen Kohlemangels, sondern auch wegen der schwierigen Umstellung auf die Friedenswirtschaft lag der Betrieb zeitweise still. Hergestellt wurden nach dem Ersten Weltkrieg insbesondere Teile für den Fahrrad- und Automobilbau, Schmiedeteile für Lokomotiven und Eisenbahnwaggons, für die Elektrizitätsindustrie und für landwirtschaftliche Maschinen. Nach dem Ersten Weltkrieg beschäftigte das Unternehmen 320 Arbeiter und Angestellte.

### Siepmann im Zweiten Weltkrieg (1939–1945)
Nachdem die Gesenkschmiede im Jahr 1938 einen Regierungsauftrag erhalten hatte, wurde der Name in Siepmann Werke abgewandelt. Gegen Ende des Zweiten Weltkriegs hatte das Unternehmen zwischen 1700 und 2000 Beschäftigte, darunter auch Zwangsarbeiter. Die Fläche der Produktionsstätte in Belecke war dabei von 2600 m² bei der Gründung auf 26.000 m² im Jahr 1944 angestiegen. Der Umsatz und die Belegschaftsstärke erreichten 1944 ihren Höhepunkt. Siepmann war das zweitgrößte Gesenkschmiedewerk in Deutschland, direkt nach der Friedrich Krupp AG in Essen. Die Siepmann-Werke beschäftigten alleine 572 russische Zwangsarbeiter. Nach dem Ende des Krieges wurden große Teiles des Werks demontiert. Trotzdem stieg die Zahl der Mitarbeiter wieder auf 1300 im Jahr 1960 an. Im März 1963 ereignete sich im Werk eine schwere Explosion. Bei dem Unglück starben 20 Mitarbeiter, zahlreiche wurden verletzt.

### Neue Unternehmen

#### Einfluss der Familie Siepmann
Als mittelständisches, international agierendes Unternehmen wuchs die Gruppe beständig. Ab 1938 war die zweite Generation als Gesellschafter vertreten. Die Geschäftsleitung oblag den Gebrüdern Siepmann, den Söhnen von Hugo Siepmann, Walter (1902–1985) und Alfred Siepmann (1899–1974), sowie ihrem Cousin Ernst L. Siepmann (1906–1968), dem Sohn von Emil Siepmann. Er studierte an der Technischen Universität Aachen (Dipl.-Ing.) und kam dort mit seinem Kommilitonen Alfried Krupp von Bohlen und Hallbach in Kontakt. Dieser wurde später in den Aufsichtsrat der Siepmann-Werke berufen. 1946 wurde die Tochtergesellschaft PERSTA-Stahlarmaturen GmbH & Co. KG gegründet, wenig später eine Handelsniederlassung für den US-amerikanischen und kanadischen Markt in Montréal, die Forged Steel Valve Limited. Nach dem Tod des Bruders im Jahre 1974 erwarb Walter Siepmann die Mehrheit der Gruppe.

#### Leitung seit 2014
Im Jahr 2014 gab Walter Siepmann, Jr. (1943–2021) die Führung der Unternehmensgruppe an die vierte Generation weiter. Korinna Sophia Schwittay geborene Siepmann (* 12. November 1975) übernahm die Leitung. Zuvor war sie zehn Jahre lang in diversen Managementpositionen für die BASF tätig gewesen.

## Konzernstruktur
(Stand: 31. Dez. 2021):
- Siepmann Werke GmbH & Co. KG

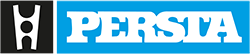
Persta

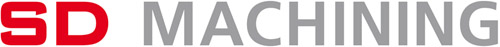
SD Machining

  - Stahl-Armaturen Persta GmbH, Warstein – 100 %
  - SZ Fertigungstechnik GmbH, Olfen – 100 %
  - Valtra Armaturen-Handelsgesellschaft mbH, Warstein – 100 %
  - Siepmann Beteiligungs-GmbH, Warstein – 100 %
  - SD Machining GmbH, Warstein – 100 %

## Gesellschafter
(Stand: Januar 2024):
- Siepmann Industries GmbH & Co. KG – 75,25 %
  - Ungeteilte Erbengemeinschaft nach Walter Siepmann – 52,2 %
  - Diana Siepmann – 15,9 %
  - Karola Siepmann – 15,9 %
  - Korinna Schwittay – 15,9 %
- Nikolai Siepmann – 24,67 %
- Ungeteilte Erbengemeinschaft nach Walter Siepmann – 0,08 %

## Produkte
Die Produkte des Konzerns kommen vorwiegend in den folgenden Bereichen zur Anwendung:
- Schienenfahrzeuge
- Windenergie
- Schwerindustrie
- Ventilindustrie
- Meeresindustrie
- Baumaschinen
- Produktionsindustrie
- Bergbau